# Bronisław Kozłowski (1869–1935)
Bronisław Kozłowski (ur. 15 sierpnia 1869 w Drohobyczu, zm. 16 lutego 1935 tamże) – polski lekarz, działacz społeczny, filantrop.

## Życiorys
Ukończył studia medyczne na Uniwersytecie Franciszkańskim we Lwowie. Był lekarzem chirurgiem. Jego staraniem został wybudowany szpital w Drohobyczu (położony przy ulicy Truskawieckiej). Przez 33 lata pełnił funkcję dyrektora Drohobyckiego Szpitala Powszechnego. 
Zamieszkiwał pod adresem Rynek 15 w Drohobyczu. 
Zmarł 16 lutego 1935. Został pochowany na cmentarzu rzymskokatolickim przy ulicy Truskawieckiej w Drohobyczu.

## Ordery i odznaczenia
- Krzyż Oficerski Orderu Odrodzenia Polski (30 kwietnia 1930)[5][6]

## Upamiętnienie
Jego imieniem nazwano ulicę w Drohobyczu.